# Lucky Fish
Lucky Fish ist eine im Dezember 2007 gegründete Indie-Rock-Band aus München.

## Geschichte
Lucky Fish, deren Name auf den Song in einem Englisch-Schulbuch zurückgeht, begann zunächst mit einem provisorischen Schlagzeuger zu spielen, bevor der befreundete Gursky hinzustieß. Nach anfänglichen Coverversionen begannen sie mit dem Songwriting. Dann wurde die ehemalige Schülerband von Amadeus Böhm im Rahmen eines seiner sogenannten „Wohnzimmerkonzerte“ entdeckt und bei seinem Label Flowerstreet Records unter Vertrag genommen. Als Proberaum dient der Band die ehemalige Kegelbahn im Keller des Elternhauses des Bassisten. Alle Bandmitglieder spielen auch in anderen Bands, Pasalic bei den Stray Colors und die restlichen Mitglieder bei The Whiskey Foundation. Klein und Gursky spielen auch bei Sarah Lias, Gursky zudem bei einer Band namens Plug-In. Anfangs gab Lucky Fish Konzerte in Münchener Clubs oder beispielsweise in der Veranstaltungshalle des Kulturzentrums Feierwerk.
Im Februar 2009 erschien die im Spätherbst 2008 aufgenommene EP Empty Dishes, die im Musikmagazin Mainstage bis auf den letzten Song eher negativ bewertet wurde. Auch Raphael Schmidt vom E-Zine Allschools Network fühlte sich beim Hören des Albums an The Kooks erinnert und folgerte: „Die Jungs im Durchschnittsalter von 17 Jahren haben schön abgekupfert und überzeugen durchgehend auf Fünf Tracks durch ihre Eigenständigkeit und die Fähigkeit Hits zu schreiben. Potenzial hört man gerade dann heraus wenn sie dreckig daher rocken wie auf "Passion" oder dem beschwingenden "Lights out" wo sie gediegen vor sich hin spielen.“ Im Internet-Magazin Gaesteliste.de fand man den Einstieg in die EP-Bewertung mit den Worte: „Mit ihrer Debüt-EP "Empty Dishes" haut die Münchener Combo Lucky Fish gleich richtig auf den Putz und zeigt, dass man von ihr noch viel zu erwarten hat.“ und Christian Schober vom LAXMag schrieb im Dezember 2009 kurz vor Erscheinen des Debütalbums rückblickend: „Mit ihrer Debüt-EP Empty Dishes hat die Münchner Indiepopband Lucky Fish 2008 schon eine eindrucksvolle Visitenkarte abgegeben, ...“. Unter anderem wurde das Magazin Focus im Oktober 2009 auf die Band aufmerksam und präsentierte sie im November als die jüngste Newcomerband auf seinem Entertainmentkanal.
Im Februar 2010 erschien das Debütalbum Away from the Cliffs und erntete durchwegs positive Kritiken. Von Michael Schuh (laut.de) unter anderem mit den anerkennenden Worten „Vorhang auf für Lucky Fish: Eine Band, deren Debütalbum sämtliche Werbezettel-Superlative verdient hätte. Britpop-Heroes! Next big thing! Jawoll!“ und „Lucky Fish sind ein Volltreffer. Eine Newcomer-Band, die einschlagen wird.“. Den Musikstil fasste er zusammen mit „Die Stärke der Band liegt eindeutig in frischen, dynamischen und sehr eingängigen Melodiebögen, die Sänger Zlatko Pasalic dankenswerterweise auch noch mit gehaltvollen, aus Alltagsbeobachtungen resultierenden Texten anreichert.“ Schober stellte im oben erwähnten LAXMag-Artikel fest: „Doch die Münchner klingen nicht nur wie ihre Vorbilder von der Insel und erfreuen mit optischer Britishness, es ist ihr Songwriting, das beweist, dass sie neben dem Stil auch die Substanz dieser Musik gefressen haben.“ und Udo Gröbbels empfahl das Album bei Rocktimes. Auch beim Bayerischen Rundfunk wurde man nun auf die mittlerweile volljährigen Musiker aufmerksam. Der Jugendkanal on3-radio präsentierte sie erstmals im März 2010 und kurz darauf das TV-Magazin on3-südwild als Band der Woche. Matthias Meiner, Frontmann der Band Naked Feen, stellte fest: „Plötzlich haben sie überall gespielt und jeder ist auf ihre Konzerte gerannt.“
2011 erschien die zweite EP mit dem Titel A Frog on the Highway mit neun Titeln, die bei Gröbbels (RockTimes) enttäuschende Kritiken bekam, bei whiskey-soda.de hingegen mit den Worten „'A Frog On The Highway' ist ein energetisches Album, dessen Beat den Puls höherschlagen lässt und den Hörer auf eine kleine Zeitreise in die Swinging 60ies mitnimmt.“ beurteilt wurde.

## Diskografie
- 2009: Empty Dishes (EP; Flowerstreet Records)
- 2010: Away from the Cliffs (Album; Flowerstreet Records)
- 2011: A Frog on the Highway (EP; Flowerstreet Records)